# Musiksoftware
Unter dem Oberbegriff Musiksoftware wird verschiedene Software zur Musik-Erzeugung, -Aufnahme, -Nachbearbeitung, -Verbreitung, -Verwaltung und -Wiedergabe zusammengefasst. Oft sind solche Programme in einer Digital Audio Workstation integriert.

## Überblick und Zusammenwirken
Der Begriff Musiksoftware bezeichnet verschiedenste Anwendungsbereiche:
- Komposition (→ Software, die beim Komponieren unterstützt, sowie automatisch komponierende Software)
- Arrangieren (→ Arrangiersoftware)
- Notation (→ Notensatzprogramme)
- Musizieren (→ Begleit-Software, Lern-Software)
- Aufnahme (→ Recording-Programme)
- Produktion (→ Musikproduktionssoftware)
- Abmischung (Mix, Mixdown) zur Summe
- Mastern (→ Mastering-Software)
- Vertrieb via Tonträger, Rundfunk, Musikstreaming (→ Onlinedienst)
- Wiedergabe (→ Mediaplayer)
- Analyse (→ Software für Gehörbildung, Musiktheorie, Instrumentalkunde, sowie Music-Information-Retrieval-Systeme)
- Transkription (→ Software für automatische Musiktranskription)

Da sich durch die mediale Öffnung diese Bereiche überlagern und vermischen können (Schlagwörter „Hybridisierung von Software“, „Medienkonvergenz“), ist eine bedeutungsscharfe Unterscheidung von Software-Gattungen nur schwer möglich.
Mit der Maus, der Computertastatur oder einem Masterkeyboard können Töne beliebig in eine Musiksoftware eingegeben werden. Je nachdem, wofür die Musik benötigt wird, bedient man sich eines geeigneten Programms aus der gewünschten Gattung.
Notationsprogramme dienen dem Erzeugen von Noten mit Hilfe des Computers. Sie sind das musikalische Pendant zu einem Textverarbeitungsprogramm. Die Noten können ausgedruckt oder in eine MusicXML-Datei übersetzt werden. Diese stellt ein maschinenlesbares Notenblatt oder eine Partitur dar. Zum Abspielen der Noten bedient man sich des MIDI-Standards. im MIDI-Format sind die einzelnen Noten als kurze, vom Computer interpretierbare Befehle gespeichert. Die meisten Notensatzprogramme sind in der Lage, MIDI wiederzugeben.
Für die Weiterbearbeitung einer MIDI-Datei benötigt man einen sogenannten Sequenzer. Dieser hilft beim Arrangieren vieler Ton-Spuren zu einem Ganzen. Verschiedene Bearbeitungsmöglichkeiten stehen zur Verfügung.
Für eine wirklichkeitsgetreuere Wiedergabe existieren zwei grundlegende Technologien: Die gespeicherten Töne können entweder mit einem Software-Synthesizer oder einem Sampler abgespielt werden.
Die so erzeugte Musik kann über die Soundkarte des Computers direkt abgespielt oder in eine Audiodatei übersetzt werden. Audiodateien lassen sich mit Audioeditoren oder einer DJ-Software weiter bearbeiten. Fertig bearbeitete Musikstücke können auf verschiedenste Weise veröffentlicht und anschließend mit einem Mediaplayer wiedergegeben und angehört werden. Bei der Analyse oder Transkription des abgespielten Audio können Musik-Lernprogramme oder Music-Information-Retrieval-Systeme helfen.

## Datenaustausch

### Kommunikations-Schnittstellen
Um die Kommunikation zwischen den verschiedenen Arten von Musiksoftware zu erleichtern, wurden von Herstellerfirmen und Entwicklern einige Schnittstellen definiert, welche standardisierten Datenaustausch ermöglichen und so den modularen Einsatz von Plug-ins erlauben.
Zur Kommunikation zwischen Sampler und Plugin-basierter Klangerzeuger bzw. Klangfilter haben sich der Standard VST von Steinberg und RTAS (neuerdings AAX) von Avid etabliert, welche auf allen gängigen Systemen implementiert sind. Unter Linux wird zusätzlich LV2 verwendet. Unter macOS (vormals Mac OS X bzw. OS X) findet man das AU-Format. ReWire von Propellerhead dient der Kommunikation zwischen nicht-modularen Anwendungen (unter Windows und macOS). Mittels Rewire kann etwa das Abspielen zweier unterschiedlicher Musik-Programme synchronisiert werden. JACK verwaltet Audiorouten zwischen Musikprogrammen unter Linux. Die Schnittstellen können durch die Implementierung des Standards ARA für moderne Audio-Anwendungen erweitert werden. ARA wurde von Celemony und Presonus entwickelt und 2011 vorgestellt.

### Datenformate
Im Dateiformat einer Musiksoftware werden die erstellten Inhalte gespeichert. Prinzipiell ist für jede Software ein eigenes (proprietäres) Daten-Format spezifiziert, d. h., mit der Software erstelle Dateien können meist auch nur mit der Software selbst wieder geöffnet und editiert werden. Jedoch haben sich einige offene oder zumindest standardisierte Formate für Musiksoftware etabliert. Ein offenes Format ist eine publizierte Spezifikation zum Speichern von Daten in digitaler Form. Ein standardisiertes Format wurde ebenfalls publiziert, ist jedoch nicht zwangsweise frei, da die Entwickler-Firmen zum Teil Lizenzgebühren für das Format beinhaltende Patente erheben (→ siehe z. B. MP3).
Folgende Formate haben sich in Musiksoftware durchgesetzt:
- MIDI
- Audio (Wave, Aiff, MP3, AAC, Vorbis, …)
- MusicXML

## Gattungen von Musiksoftware

### Sequenzer
Ein Sequenzer oder Tracker ist eine Software zur Aufnahme, Wiedergabe und Bearbeitung von Daten zur Erstellung von Musik. Der historische Ursprung und damit auch das Hauptanwendungsgebiet liegt in der Aufnahme und Bearbeitung von MIDI-Spuren.

### Audioeditoren
Audioeditoren sind Anwendungsprogramme, mit denen man Audiosignale über Soundkarten bzw. angeschlossene analoge und digitale Schnittstellen digital aufnehmen, bearbeiten und wiedergeben kann.
In Abgrenzung zum Sequenzer liegt der historische Ursprung eines Audioeditors in der Aufnahme und Bearbeitung von Audio-Spuren. Bei Mastering-Software handelt es sich um für das Mastering spezialisierte Audioeditoren.

### Audio-Effekte
Audio-Effekte sind eigene kleine Musik-Programme zur Veränderung des Klangs, welche meist als VST-Plugins in Sequenzer oder Audioeditoren eingebunden werden.

### Software-Instrumente
Ein Software-Instrument dient zur softwarebasierten Klangerzeugung (auch perkussive Klänge – Drumcomputer) in einem Sequenzer, Audioeditor oder Notensatzprogramm. Man unterscheidet hierbei zwei grundlegende Technologien, den Synthesizer und den Sampler.

#### Software-Synthesizer
Die Klangerzeugung erfolgt bei einem Software-Synthesizer (auch kurz Soft-Synth oder Synthie genannt) mittels Klangsynthese. Die Töne werden in der Software generiert. Über gekoppelte Oszillatoren können so eigene Klänge kreiert (→ elektronische Musik) oder bekannte Klänge nachgebildet werden. Vorteil der Synthese ist das kleine Speicheraufkommen. Nachteil dagegen ist die meist geringe Klangtreue (Transparenz) gegenüber dem imitierten Instrument.

#### Software-Sampler
Im Gegensatz zum Software-Synthesizer spielt der Sampler lediglich einzelne, zuvor aufgenommene Klang-„Schnipsel“ ab, anstatt diese eigens zu generieren. Hierfür wird eine sogenannte Sound-Library mit umfassenden Instrumenten-Sammlungen benötigt. Je umfassender die Sammlung der aufgenommenen Klänge, desto realistischer wird deren Klangeindruck. Der Sampler verwaltet diese „Klang-Bibliotheken“. Er kann z. B. via VST oder MIDI in ein anderes Musikprogramm zur Klangaufwertung eingebunden werden.

### DJ-Software
Ein DJ-Programm ist eine Musiksoftware, welche das von einem Diskjockey früher an Plattenspielern oder CD-Playern und einem Mischpult durchgeführte Mixen auf einem PC nachbildet und dem Benutzer darüber hinaus zusätzliche Möglichkeiten der Interaktion, etwa für das Erstellen von Remixes, bietet.

### Notations-Software
Notensatzprogramme dienen dem Erstellen von Noten mit Hilfe des Computers. Im Vordergrund des Funktionsumfangs steht meist das ästhetische Druckbild, wobei auch vielfach Funktionen zum Abspielen und Anhören via MIDI zur Verfügung stehen. Darüber hinaus unterstützen moderne Notenprogramme durch vielerlei Automatismen und Editierfunktionen.
Im deutschsprachigen Raum dominieren die kommerziellen Programme Finale (im Verlagswesen), Sibelius (bei Arrangeuren und Komponisten), PriMus (bei Musiklehrern und Kirchenmusikern) sowie Capella (in Privathaushalten). Freie Alternativen sind MuseScore oder LilyPond. Weitere Programme dieses Genres gibt es in großer Zahl (→ siehe Listen von Notensatzprogrammen).

### Kompositions-Software
Kompositions-Software gibt es in zwei Varianten:
Die erste wirkt unterstützend, d. h., sie stellt dem Komponisten Werkzeuge für seine Arbeit zur Seite. Die Werkzeuge können die Klangsynthese, aber auch das Arrangement oder Recording betreffen. Je nach Vorlieben und Zielen des Komponisten kann als Kompositions-Software ein Sequenzer, Audioeditor oder Notensatzprogramm dienen. Hybride Programme bieten hier oft schon hilfreiche Automatismen wie das Erkennen des Tonvorrats eines Instruments oder das Errechnen von Akkorden. Auch Sound-Generatoren wie Max/MSP, Pure Data u. a. können grundsätzlich zum Komponieren, etwa von elektronischer Musik, eingesetzt werden (algorithmische Komposition).
Die zweite erstellt selbst Musikstücke, sie "komponiert" also weitestgehend eigenständig. Die Auswahl in diesem Bereich ist klein, denn der musikwissenschaftliche Hintergrund ist anspruchsvoll. Es gibt kaum verwertbare wissenschaftliche Grundlagen für die (mehr oder weniger) automatische Erzeugung von Musik.
Im Folgenden befindet sich eine Auflistung von Software, welche die „halb-automatische“ Komposition in einer vorgegebenen Stilistik beherrscht:
- Band-in-a-Box

### Distributions-Software
Distributions-Software hilft bei der Publikation von Musik, sei es für den kommerziellen Vertrieb oder kostenloses Veröffentlichen. Die meisten Lösungen in diesem Bereich kommen als interaktive Media-Webseite daher und verstehen sich als SaaS-Applikation. In solchen Online-Portalen kann man als Musiker oder auch Musikliebhaber seine Musik öffentlich machen, vertreiben oder mit anderen Benutzern darüber diskutieren.
Zu ihnen gehören
- Myspace
- Grooveshark
- scorio
- MuseScore
- soundcloud.com

u. v. m.

### Mediaplayer
Mithilfe eines Mediaplayers können Medieninhalte wie Audiodaten, aber auch Videos und einzelne Bilder, auf einem Computer wiedergegeben werden. Neben Standard-Funktionen wie Start, Stop, Pause… beherrscht ein Mediaplayer meist auch das Anzeigen von Metadaten, das Anlegen von Wiedergabelisten und das Verwalten von Medienbibliotheken. Zu den bekanntesten Vertretern dieser Gattung zählen iTunes, der Windows Media Player, Winamp, sowie der VLC media player.

### Musik-Lernprogramm
Lernprogramme zum Thema Musik existieren auf vielfältige Weise, z. B. für:
- Musiklehre
- Tonsatz
- Gehörbildung

Ein weitgehend neues Feld ist Software zum Unterstützen beim Erlernen eines Musikinstruments.

### Musik-Analyse-Software
Bekannte Musik-Analyse-Software kommt meist aus dem Feld des Music Information Retrieval. Sie beschäftigt sich etwa mit der Stimmungsanalyse von Musik (→ siehe z. B. Mufin-Player) oder der Ähnlichkeitssuche (→ siehe z. B. iTunes Genius). Verschiedene Hersteller haben sich mit ihrer Software auch auf die Automatische Musiktranskription spezialisiert.

### Musik-Verwaltungssoftware
Musik-Verwaltungssoftware hilft bei der Organisation der eigenen Musiksammlung. Dabei gibt es zwei Varianten:
Die erste dient zum Verwalten der eigenen Audiodateien (z. B. MP3-Dateien). Ein bekannter Vertreter dieser Gattung ist iTunes.
Die zweite dient zum Organisieren, Sortieren und Katalogisieren der eigenen physikalischen Tonträger (z. B. CDs, Schallplatten). Solche Programme verfügen meist über umfangreiche Musikdatenbanken, die es den Benutzern erlauben, anhand von Barcodes oder anderen Informationen die eigenen Tonträger hinzuzufügen.